# Gnardune Pool
Der Gnardune Pool ist ein See im Westen des australischen Bundesstaates Western Australia. 
Der See liegt am Unterlauf des Gascoyne River. 